# Mohamed Kader Meïté
Mohamed Kader Meïté (Créteil, 11 ottobre 2007) è un calciatore francese, attaccante del Rennes.

## Carriera

### Club
È cresciuto nel settore giovanile del Rennes, con cui dopo una stagione e mezzo nella squadra riserve (impegnata nella quinta divisione francese) ha firmato il suo primo contratto professionistico il 5 novembre 2024. Ha debuttato in prima squadra sei giorni più tardi nell'incontro di Ligue 1 perso 2-0 contro il Tolosa.

### Nazionale
Ha giocato con le nazionali giovanili francesi Under-16 ed Under-17.

## Statistiche

### Presenze e reti nei club
Statistiche aggiornate al 2 febbraio 2025.
| Stagione        | Squadra         | Campionato      | Campionato | Campionato | Coppe nazionali | Coppe nazionali | Coppe nazionali | Coppe continentali | Coppe continentali | Coppe continentali | Altre coppe | Altre coppe | Altre coppe | Totale | Totale | Totale |
| Stagione        | Squadra         | Comp            | Pres       | Reti       | Comp            | Pres            | Reti            | Comp               | Pres               | Reti               | Comp        | Pres        | Reti        | Pres   | Reti   |        |
| --------------- | --------------- | --------------- | ---------- | ---------- | --------------- | --------------- | --------------- | ------------------ | ------------------ | ------------------ | ----------- | ----------- | ----------- | ------ | ------ | ------ |
| 2023-2024       | Rennes 2        | N3              | 3          | 0          | -               | -               | -               | -                  | -                  | -                  | -           | -           | -           | 3      | 0      |        |
| 2024-2025       | Rennes 2        | N3              | 8          | 4          | -               | -               | -               | -                  | -                  | -                  | -           | -           | -           | 8      | 4      |        |
| Totale carriera | Totale carriera | Totale carriera | 11         | 4          |                 | -               | -               |                    | -                  | -                  |             | -           | -           | 11     | 4      |        |
| 2024-2025       | Rennes          | L1              | 12         | 2          | CF              | 1               | 0               |                    | -                  | -                  |             | -           | -           | 13     | 2      |        |
| Totale carriera | Totale carriera | Totale carriera | 23         | 6          |                 | 1               | 0               |                    | -                  | -                  |             | -           | -           | 24     | 6      |        |